# Javier de Burgos y Larragoiti
Francisco Javier de Burgos y Larragoiti (El Puerto de Santa María, 1842-Madrid, 12 de marzo de 1902) fue un periodista español, autor teatral de subgéneros cómico-líricos.

## Biografía
Nacido en la localidad gaditana de El Puerto de Santa María en 1842, cursó estudios de ingeniería por imposición paterna, pero los abandonó en el momento en que falleció su padre. Durante su juventud, y tras la muerte de su padre en Filipinas, permaneció en su localidad natal, dedicándose al periodismo, a la vez que se iniciaba en el mundo literario. Se trasladó a Cádiz, donde se dedicó al periodismo, colaborando en diversas publicaciones de Cádiz y alcanzando cierta notoriedad. También se dedicó a la política, llegando a ser primer oficial del Gobierno Civil de Cádiz. Después de la Revolución de 1868, se instaló en Madrid, dedicándose también al periodismo, colaborando con los diarios El Contemporáneo y La Palma, del que fue director. Autor de sainetes andaluces y otros géneros de zarzuela (zarzuela chica, pasillo cómico, juguete cómico, revista, parodia dramática), simultaneó la política con el teatro, firmando sus obras con el nombre «Javier de Burgos» (lo que ha llevado a la confusión con otros dos comediógrafos homónimos que también firmaban así: Javier de Burgos y Rizzoli y el político afrancesado Francisco Javier de Burgos y del Olmo. Falleció en Madrid el 12 de marzo de 1902 y sus restos se encuentran en el cementerio de San Justo.

## Actividad teatral y musical
Como autor teatral, fue esencialmente sainetista, casi siempre en colaboración con otros autores. De entre las más populares en su momento, se citan: De Cádiz a Sevilla (1878), I dilettanti (1878), Política y tauromaquia (1883), Los valientes, ¡Como está la sociedad! (1883), Cádiz (1886) y El baile de Luis Alonso (1896) y La boda de Luis Alonso (1897), ambas con música de Gerónimo Giménez. También colaboró con otros libretistas, como Tomás Luceño, Mariano Pina y Domínguez y el también gaditano Carlos Fernández Shaw.

## Zarzuelas y obras líricas
- 1868
  - Cádiz a vista de pájaro

- 1874

- - Juan Pitón o El rey de los matadores

- 1875

- - La figura de mi tío

- - Tres visitas oportunas
- 1877
  - La vuelta a Cádiz en sesenta minutos
- 1878
  - De Cádiz a Sevilla
  - I dilettanti
- 1880
  - A Sevilla por todo (Música, Asenjo Barbieri)

- 1881

- - Las cursis burladas
- 1882
  - La Fiesta nacional (Tomás Luceño; Música, Chueca y Valverde)
- 1883
  - Política y tauromaquia (Música, Rubio y Espino)
  - Cómo esta la sociedad (Música, Rubio y Espino)
- 1884
  - Caramelo (Música, Chueca y Valverde)
  - Los cómicos de mi pueblo (Música, Rubio)
  - Hoy, sale hoy...! (Tomas Luceño; Música, Asenjo Barbieri y Chueca)
  - Agua y cuernos (Mariano Pina Domínguez; Música, Chueca y Valverde)
- 1886
  - Cádiz (Música, Chueca y Valverde)
  - Magia blanca
- 1887
  - Las visitas
- 1888

- - Cuidadito con los hombres

- - El merendero de la Pepa
  - La llama errante (Carlos Fernández Shaw; Música, Marqués)
- 1889
  - El mundo comedia es o El baile de Luis Alonso (Música, Giménez)
- 1890
  - Trafalgar (Música, Giménez)

- - La gente de la pluma
- 1891
  - Los dos contrabandistas (Música, Nieto)
  - La tragedia del mesón (Música, Nieto)
- 1892
  - Las grandes potencias (Música, Valverde y Romea Parra)
- 1893
  - Candidita (Música, Giménez)
- 1894

- - La boronda
  - Boda, tragedia y guateque (Música, Marqués)
- 1897
  - La boda de Luis Alonso o La noche del encierro (Música, Giménez)
- 1899
  - La familia de Sicur (Música, Giménez).[4]
  - 1913 El niño castizo (con Silvio Figarelo, pseudónimo de Manuel Roldán Cortés)